# Canton de Villefranche-sur-Saône
Pour les articles homonymes, voir Canton de Villefranche.
Le canton de Villefranche-sur-Saône est une circonscription électorale française située dans le département du Rhône, en région Auvergne-Rhône-Alpes.

## Histoire
Le canton a été créé en 1790 et s'appelait Villefranche-en-Beaujolais avant 1945.
Depuis 2001, il se limite à la seule commune de Villefranche-sur-Saône en vertu du décret du 28 février 2000, art. 2. Il comprenait auparavant 14 autres communes, détachées pour former le canton de Gleizé. Il n'a pas été affecté par le redécoupage de 2014.

## Représentation

### Conseillers généraux de 1833 à 2015
| Période | Période          | Identité                                   | Étiquette              | Qualité |
| ------- | ---------------- | ------------------------------------------ | ---------------------- | --- |
| 1833    | 1836 (démission) | Barthélemy Claude Boiron père              |                        | Conseiller municipal de Villefranche (maire en 1853)                                                                            |
| 1836    | 1848             | Nicolas Laurens-Humblot                    | Majorité ministérielle | Député (1834-1839), Pair de France Propriétaire à Ouilly Pair de France                                                         |
| 1848    | 1853 (décès)     | Émile Sain-Rousset de Vauxonne (1802-1853) |                        | Ancien conseiller à la Cour royale de Lyon Agriculteur à Pommiers                                                               |
| 1853    | 1855             | siège vacant                               |                        | |
| 1855    | 1871             | Joannès Terme                              | Majorité dynastique    | Avocat, propriétaire Maire de Saint-Just-d'Avray Député (1863-1870)                                                             |
| 1871    | 1879 (démission) | Claude François Mongoin (1826-1889)        | Républicain            | Propriétaire Maire de Blacé |
| 1880    | 1883             | Louis Dumont-Saunier                       |                        | Maire de Villefranche-en-Beaujolais                                                                                             |
| 1883    | 1889 (décès)     | Claude François Mongoin (1826-1889)        | Républicain radical    | Propriétaire Maire de Blacé |
| 1889    | 1906 (décès)     | Antonin Lassalle                           | Républicain            | Docteur en médecine Maire de Villefranche-en-Beaujolais (1896-1900)                                                             |
| 1906    | 1907 (décès)     | Étienne Bernand                            | Rad.                   | Maire de Villefranche-en-Beaujolais (1900-1907)                                                                                 |
| 1907    | 1919             | Victor Vermorel                            | Rad.                   | Industriel Sénateur (1909-1920) Maire de Liergues                                                                               |
| 1919    | 1925             | Abel Besançon                              | Rad.                   | Docteur en médecine Maire de Villefranche-en-Beaujolais (1905-1925)                                                             |
| 1925    | 1936 (décès)     | François Sylvestre                         | SFIO                   | Conseiller municipal de Gleizé                                                                                                  |
| 1936    | 1937             | Roger Rousset (1910-1985)                  | SFIO                   | Instituteur à Villefranche-en-Beaujolais                                                                                        |
| 1937    | 1940             | Benoît Branciard                           | Rad.                   | Instituteur Maire de Gleizé (1935-1959)                                                                                         |
|         |                  |                                            |                        | |
| 1942    | 1945             | Louis Chasset (1875-1950)                  |                        | Horticulteur Conseiller municipal de Villefranche-sur-Saône Nommé conseiller départemental en 1942                              |
|         |                  |                                            |                        | |
| 1945    | 1951             | Jean Schiff (1912-1999)                    | MUR Rad.               | Professeur d'histoire à Villefranche-sur-Saône                                                                                  |
| 1951    | 1976             | Charles Germain                            | CNIP puis CD puis UDF  | Électricien Maire de Villefranche-sur-Saône (1959-1977) Député (1962-1967)                                                      |
| 1976    | 1982             | André Poutissou                            | PS                     | Directeur adjoint de collège Député (1976-1978) Maire de Villefranche-sur-Saône (1977-1989)                                     |
| 1982    | 1994             | Francisque Perrut                          | UDF-PR                 | Professeur de lettres Député (1978-1986 et 1988-1997)                                                                           |
| 1994    | 2015             | Jean-Jacques Pignard                       | UDF puis Centriste     | Professeur agrégé d'histoire Sénateur (2009-2012) Maire de Villefranche-sur-Saône (1989-2008) Vice-président du Conseil général |

### Conseillers d'arrondissement (de 1833 à 1940)
| Période                                  | Période          | Identité                             | Étiquette   | Qualité |
| ---------------------------------------- | ---------------- | ------------------------------------ | ----------- | --- |
| 1833                                     | 1840 (décès)     | Pierre Zacharie Chanrion (1777-1840) |             | Avoué, maire de Villefranche                                                                                |
| 1840                                     |                  | Frédéric Durieu-Milliet              |             | Avocat à Villefranche                                                                                       |
|                                          |                  |                                      |             | |
| 1871                                     | 1883             | Pierre-Casimir Jugy                  | Républicain | Ferblantier, conseiller municipal de Villefranche                                                           |
| 1883                                     | 1887 (démission) | Joseph Dupont                        | Républicain | Propriétaire à Villefranche                                                                                 |
| 22 mai 1887                              | 1889             | M. Boissieux                         |             | |
| 1889                                     | 1892 (décès)     | Jean Benoît Laposse                  | Républicain | Propriétaire, marchand de vin, maire de Vaux-en-Beaujolais                                                  |
| 1892                                     | 1904             | Justin Chabert                       | Radical     | Négociant, maire de Gleizé, député (1900-1907)                                                              |
| 1904                                     | 1932 (décès)     | Joseph Maurice                       | Radical     | Maire de Blacé, Président du Conseil d'arrondissement                                                       |
| 1932                                     | 1934             | Caius Couturier (1864-1936)          | SFIO        | Employé à la Compagnie des Eaux, Premier adjoint au maire de Villefranche                                   |
| 1934                                     | 1940             | Pierre Cerniaud                      | SFIO        | Adjoint au maire de Villefranche                                                                            |
| 1940                                     |                  |                                      |             | Les conseils d'arrondissement ont été suspendus par la loi du 12 octobre 1940 et n'ont jamais été réactivés |
| Les données manquantes sont à compléter. |                  |                                      |             | |

### Conseillers départementaux à partir de 2015
| Période élective | Période élective | Mandat | Mandat   | Identité                      | Nuance | Nuance | Qualité |
| ---------------- | ---------------- | ------ | -------- | ----------------------------- | ------ | ------ | --- |
| 2015             | 2021             | 2015   | 2016     | Béatrice Berthoux (démission) |        | LR     | Adjointe au maire de Villefranche-sur-Saône, conseillère régionale, Vice-Présidente du Conseil régional                  |
| 2015             | 2021             | 2015   | 2021     | Thomas Ravier                 |        | UDI    | Adjoint au maire (2008-2017), puis maire de Villefranche-sur-Saône (depuis 2017) Vice-président du conseil départemental |
| 2015             | 2021             | 2016   | 2021     | Muriel Blanc                  |        | UDI    | Adjointe au maire de Villefranche-sur-Saône                                                                              |
| 2021             | 2028             | 2021   | en cours | Béatrice Berthoux             |        | LR     | Conseillère régionale, adjointe au maire de Villefranche-sur-Saône                                                       |
| 2021             | 2028             | 2021   | en cours | Thomas Ravier                 |        | UDI    | Conseiller sortant |

### Résultats détaillés

#### Élections de mars 2015
À l'issue du 1er tour des élections départementales de 2015, deux binômes sont en ballottage : Nicole Hugon et Bruno Florian Oriol (FN, 27,82 %) et Béatrice Berthoux et Thomas Ravier (Union de la Droite, 26,76 %). Le taux de participation est de 40,31 % (7 561 votants sur 18 758 inscrits) contre 48,95 % au niveau départemental et 50,17 % au niveau national.
Au second tour, Béatrice Berthoux et Thomas Ravier (Union de la Droite) sont élus avec 64,04 % des suffrages exprimés et un taux de participation de 42,53 % (4 731 voix pour 7 977 votants et 18 758 inscrits).

#### Élections de juin 2021
Le premier tour des élections départementales de 2021 est marqué par un très faible taux de participation (33,26 % au niveau national). Dans le canton de Villefranche-sur-Saône, ce taux de participation est de 25,77 % (4 856 votants sur 18 844 inscrits) contre 32,35 % au niveau départemental. À l'issue de ce premier tour, deux binômes sont en ballottage : Beatrice Berthoux et Thomas Ravier (Union au centre et à droite, 57,63 %) et Etienne Allombert et Jocelyne Giontarelli (Union à gauche, 23,13 %).
Le second tour des élections est marqué une nouvelle fois par une abstention massive équivalente au premier tour. Les taux de participation sont de 34,36 % au niveau national, 33,07 % dans le département et 26,64 % dans le canton de Villefranche-sur-Saône. Beatrice Berthoux et Thomas Ravier (Union au centre et à droite) sont élus avec 70,98 % des suffrages exprimés (3 397 voix pour 5 022 votants et 18 849 inscrits),,. 

## Composition

### Composition avant 2001
Le canton regroupait quinze communes :
- Blacé
- Cogny
- Denicé
- Gleizé
- Lacenas
- Le Perréon
- Limas
- Montmelas-Saint-Sorlin
- Rivolet
- Saint-Cyr-le-Chatoux
- Saint-Étienne-la-Varenne
- Saint-Julien
- Salles-Arbuissonnas-en-Beaujolais
- Vaux-en-Beaujolais
- Villefranche-sur-Saône

### Composition depuis 2001
Le canton comprend la commune de Villefranche-sur-Saône,.
| Nom                                            | Code Insee | Intercommunalité                 | Superficie (km2) | Population (dernière pop. légale) | Densité (hab./km2) | Modifier                                    |
| ---------------------------------------------- | ---------- | -------------------------------- | ---------------- | --------------------------------- | ------------------ | ------------------------------------------- |
| Villefranche-sur-Saône (bureau centralisateur) | 69264      | CA Villefranche Beaujolais Saône | 9,48             | 36 224 (2022)                     | 3 821              | modifier les données · modifier les données |
| Canton de Villefranche-sur-Saône               | 6913       |                                  |                  | 36 224 (2022)                     |                    | modifier les données                        |

## Démographie

### Démographie avant 2015
| 1962   | 1968   | 1975   | 1982   | 1990   | 1999   | 2006   | 2011   | 2012   |
| ------ | ------ | ------ | ------ | ------ | ------ | ------ | ------ | ------ |
| 24 516 | 26 338 | 30 341 | 28 881 | 51 594 | 54 353 | 34 188 | 35 640 | 36 241 |

### Démographie depuis 2015
En 2022, le canton comptait 36 224 habitants, en évolution de −2,8 % par rapport à 2016 (Rhône : +4,34 %, France hors Mayotte : +2,11 %).
| 2013   | 2018   | 2022   |
| ------ | ------ | ------ |
| 36 531 | 36 288 | 36 224 |